# Coccinella alta
Coccinella alta – gatunek chrząszcza z rodziny biedronkowatych.

## Taksonomia
Gatunek ten opisany został po raz pierwszy w 1962 roku przez W.J. Browna. Jako miejsce typowe wskazał on Altę w Hrabstwie Salt Lake. Epitet gatunkowy pochodzi od miejsca typowego.

## Morfologia
Chrząszcz o wysklepionym, w zarysie szeroko-owalnym ciele długości od 4,8 do 5,3 mm. Głowa jest czarna z dwiema wyraźnie odseparowanymi jasnymi plamkami między oczami. Przedplecze jest na wierzchu czarne z jasnymi plamami w kątach przednio-bocznych niesięgającymi nasadowych 2/5 długości; środek jego przedniej krawędzi zawsze pozostaje czarny. Na spodzie przedplecza leży jasna, mała, trójkątna plama brzuszna sięgająca ku tyłowi do od ⅓ do ½ zasięgu plamy grzbietowej. Pokrywy mają ubarwienie żółtawopomarańczowe do czerwonego z czarnym wzorem obejmującym wąską linię wzdłuż szwu, dużą plamę przytarczkową oraz dwie pary dużych plam dodatkowych. Plamy barkowe nie występują. Przedpiersie ma wąski i płaski wyrostek międzybiodrowy z parą żeberek bocznych. Odnóża środkowej i tylnej pary mają po dwie ostrogi na goleni. Pazurki stóp mają duże ząbki. Genitalia samca są symetrycznie zbudowane.

## Występowanie
Gatunek nearktyczny, endemiczny dla wyżej położonych terenów górskich na zachodzie Ameryki Północnej. W Kanadzie znany jest z Mount Rae w południowo-zachodniej części Alberty. W Stanach Zjednoczonych zamieszkuje środkową część Kalifornii, północną część Utah i środkową część Kolorado.